# Strandgezicht (De Vlieger)
Strandgezicht is een olieverfschilderij van de Nederlandse kunstschilder Simon de Vlieger uit 1643, 60,6 × 83,5 centimeter groot. Typerend is de sterke nadruk op de atmosfeer, de lage horizon en de grote wolkenlucht. Het werk bevindt zich sinds 1892 in de collectie van het Mauritshuis te Den Haag.

## Context
De Vlieger was geboren in Rotterdam en woonde later in Delft, Amsterdam en Weesp. Hij reisde echter veelvuldig naar het Hollandse strand om er te schilderen. Ook andere stedelingen, zoals het koppel op het hier besproken Strandgezicht trokken in die tijd regelmatig naar het strand als een dagje uit: een nieuw fenomeen in die tijd. Aannemelijk is dat met name deze dagtoeristen ook dit soort schilderijen kochten. De mogelijkheid om zich te identificeren met deze mensen verhoogde de aantrekkelijkheid van dergelijke werken.

## Afbeelding
In Strandgezicht legt De Vlieger zich vooral toe op het weergeven van de atmosfeer, gekoppeld aan strand, zee en wolken. Licht en lucht is waar het om draait. Mensen en schepen op het strand zijn tegen die achtergrond niet meer dan decorstukken. De horizon is uiterst laag geschilderd. De overgang tussen water en lucht is in het zilvergrijze licht en de vochtige atmosfeer nauwelijks zichtbaar. De verdwijnende scheepjes in de verte geven het werk extra diepte. Vissersboten zijn net teruggekeerd, een deel van de vangst ligt op het strand. Op het duin komt een deftig paartje met een hond aan om te kijken naar de vissersschepen. Aan hun kleding en houding is te zien dat er een stevige wind waait.
Het schilderij is doordacht opgebouwd, van de donkere voorgrond rechts naar de lichte horizon links. Het geheel ademt door de panoramische weidsheid vooral rust uit, misschien ook wel als een stilte voor de storm. Donkerder wordende wolken voorspellen slechter weer. De omslag in het weer, van helder zonlicht naar regen, is uitermate treffend en realistisch weergegeven.